# Блендер
Блендерът e кухненски уред с електрическо задвижване, използван за смесване на течни или полутвърди съставки или за пюриране на храна. За разлика от пасаторите, използвани за подобни цели, това са стационарни устройства.
Блендерът е изобретен от Стивън Поплавски, американски химик от полски произход, през 1922 г. Той е използвал построеното от него устройство за приготвяне на млечни газирани напитки. Фред Осиус (Fred Osius) усъвършенства изобретението на Поплавски през 1935 г., когато на неговата основа разработва блендера Waring Blendor. Този блендер стои в основата на поляризирането на напитките смути след 1940 г.
Стационарният блендер се състои от две основни части. Базата (основната част) съдържа електродвигател, който обикновено може да се превключва или управлява за няколко работни скорости. Горната част представлява затворен контейнер, изработен от неръждаема стомана, стъкло или прозрачна пластмаса. На дъното на контейнера има звездообразно острие, което може да се сваля за почистване, в зависимост от дизайна.
Блендерите също имат различни приложения в микробиологията и науката за храните. В допълнение към стандартните блендери за храна, има множество други конфигурации на блендери за лаборатории.